# Félix Ordoñez Ausín
Félix Ordoñez Ausín (Burgos, 4 de diciembre-Burgos, 6 de noviembre de 2012) fue un reportero, fotoperiodista y fotógrafo español.

## Biografía

### Fotógrafo
Su experiencia como colaborador en el mundo de la fotografía comenzó a una edad muy temprana, con tan solo 14 años. Es uno de los fotógrafos más reconocidos dentro de la comunidad burgalesa, sobre todo destacando en el campo de la fotografía deportiva.
Comenzó su carrera como fotógrafo de forma oficial en 1977, cuando se dedicaba a colaborar con el periódico La Voz de Castilla en la hoja de los lunes, para poco más tarde colaborar también con la agencia Europa Press. También ha trabajado como corresponsal gráfico en varias agencias más, como Reuters o Action Images.
Dentro de la región de Burgos, ha colaborado con varios periódicos de nivel nacional, entre los que se pueden encontrar ABC, El Norte de Castilla, Gente, además de que ha colaborado con varias revistas deportivas como Marca o As. De manera habitual, ha trabajado con El País, el periódico de Cataluña, Diario de Sevilla y Última Hora.
Su experiencia incluye el haber estado sacando fotos en eventos deportivos, desde la Eurocopa de 2004 en Portugal, el Mundial de 2006 en Alemania, la Eurocopa 2008 en Austria y Suiza, además de varias finales del torneo Champions League y de la UEFA Europa League. También se dedicó a cubrir las últimas finales de la Copa del Rey.
Así mismo ha colaborado en varios libros con el tema de la fotografía, el arte y el turismo.

### Premios
Entre su palmarés cuenta con el accésit de la Federación de Asociaciones de la Prensa Deportiva de Castilla y León en 2002, el primer premio Semana Santa 2003, premio periodístico “Francisco de Cossio” dentro de la modalidad fotográfica 2005, Primer premio del I concurso de Pintura y Fotografía “Castrojeriz, Camino de Santiago” en 2008

### Fallecimiento
Falleció cuando volvía de cubrir un partido futbolístico que enfrentaba al equipo español del Real Madrid C. F. y al alemán Borussia Dortmund en el torneo de la “UEFA Champions League”, partido que cubría para la agencia Reuters, debido a un infarto fulminante en Colmenar Viejo el 6 de noviembre de 2012.

### Concurso nacional de Fotografía Deportiva Félix Ordoñez
Debido a su muerte, la “Diputación de Burgos”, junto al “Instituto para el Deporte y la Juventud” y “La Asociación de la Prensa y la de informadores gráficos de Burgos” presentaron en 2014 la primera edición del concurso nacional de fotografía deportiva Félix Ordoñez, concurso que se celebraría de manera anual en homenaje al fallecido.